# Fritz Todt
Dr. Fritz Todt (Pforzheim, 1891. szeptember 4. – Rastenburg, Kelet-Poroszország, 1942. február 8.) német építész, a német nemzetiszocializmus uralkodása alatt az útépítések főellenőre, SA-Obergruppenführer, 1940-től birodalmi fegyverkezési és utánpótlási miniszter.

## Élete
Fritz Todt építészetet tanult a Müncheni Technológiai Főiskolán. Az első világháborúban tanulmányait megszakítva repülőgépes felderítőtisztként vett részt. A háború után, tanulmányai befejeztével először egy erőmű építésében vett részt, majd a Sager&Woerner nevű építőipari vállalatnál útépítés területén dolgozott.
1922. január 5-én belépett az NSDAP-ba, 1931-től az SA Standartenführere. 1931-ben doktorált építészettudományból Münchenben.
1933. július 5-én a német útépítések főellenőre lett és megkapta az autópályaépítések vezetését. Főellenőri funkciójában kiadta a Die Straße című folyóiratot. Todt vezette a Nemzetiszocialista Német Technika Szövetségét, amely Plassenburgban iskolarendszert tartott fenn. 1937-ben kitüntették a Werner von Siemens-gyűrűvel. 1938-ban Ernst Heinkel, Ferdinand Porsche és Willy Messerschmitt mellett kitüntették az Adolf Hitler által alapított Német Nemzeti Művészeti és Tudományos-díjjal, amihez százezer birodalmi márkát kapott. 1938 májusában alapította a róla elnevezett Todt Szervezetet (Organisation Todt), amely részt vett a Nyugati fal és az Atlanti fal építésében.
1938 decemberében építésügyi főmegbízott, 1940. március 17-től birodalmi fegyverkezési és utánpótlási miniszter. Todt vezetése alá került az egész német háborús gazdaság. A háború kezdetén kinevezték a légierő vezérőrnagyává. 1941. szeptember 4-én, 50. születésnapja alkalmából megalapította a Dr. Fritz Todt Alapítványt, amellyel támogatni akarta a német katonacsaládok tehetséges gyermekeinek képzését.

## Halála
1942. február 8-án, nem messze Hitler rastenburgi főhadiszállásától lezuhant a repülőgépe. A balesetben életét vesztette. A halála előtt nem sokkal még Hitlerrel a háború megnyerhetőségéről vitázott. A berlini invalidustemetőben temették el. Utóda, mint birodalmi miniszter, Albert Speer lett. Egyes vélemények szerint Speernek köze volt az elődje halálához, de ez az álláspont nem bizonyított.
Adolf Hitler posztumusz Német Renddel tüntette ki, 1944-ben megalapította a Dr. Fritz Todt-díjat, amellyel a különleges szolgálatot teljesítőket tüntették ki. A díjat három kategóriában adományozták: arany, ezüst és acél.